# Hoßbach-Niederschrift
Die Hoßbach-Niederschrift, oft auch als Hoßbach-Protokoll bezeichnet, ist eine von Oberst Friedrich Hoßbach ohne Auftrag und nach schlagwortartigen Notizen angefertigte Niederschrift über eine Besprechung am 5. November 1937 in Berlin, während der Adolf Hitler in einem mehrstündigen Monolog den wichtigsten Vertretern der Wehrmacht und Außenminister Konstantin von Neurath die Grundzüge seiner auf gewaltsame Expansion ausgerichteten Außenpolitik darstellte. Die Hoßbach-Niederschrift ist eine zentrale Quelle für die Vorgeschichte des Zweiten Weltkriegs und diente der Anklagevertretung in den Nürnberger Prozessen als Beweismittel dafür, dass die Angeklagten einen Angriffskrieg vorbereiteten.

## Konferenz vom 5. November 1937 in Berlin
Hitler hatte die militärische Führungsspitze und Außenminister Neurath für den 5. November 1937 zu einer Konferenz geladen, um Probleme der Rüstungswirtschaft, insbesondere die teilweise unzureichende Versorgung mit Stahl, zu erörtern. An der Zusammenkunft nahmen Kriegsminister Werner von Blomberg, die Oberbefehlshaber von Heer, Marine und Luftwaffe, Werner von Fritsch, Erich Raeder und Hermann Göring sowie Außenminister Konstantin Freiherr von Neurath und Hitlers Wehrmachts-Adjutant, Oberst Friedrich Hoßbach, teil. Unmittelbarer Anlass war die Forderung Raeders, der Marine mehr Stahl als bisher für den Schiffbau zur Verfügung zu stellen. In der Konferenz sollte mit Hermann Göring als dem Verantwortlichen für den Vierjahresplan ein tragfähiger Konsens bei der Rohstoffzuteilung erzielt werden. Hitler wich jedoch gleich zu Beginn vom Thema ab und bot den Teilnehmern in einem mehrstündigen Vortrag Einblicke in seine weit gespannten außenpolitischen Ziele. Es folgte eine lebhafte Diskussion zu diesem Thema und erst im Anschluss daran eine Debatte über die Stahlkontingentierung.

## Entstehungs- und Überlieferungsgeschichte
Fünf Tage nach der Konferenz in der Berliner Reichskanzlei fertigte Oberst Hoßbach anhand stichwortartiger Notizen aus eigenem Antrieb eine Niederschrift dieser Konferenz an. Er beschränkte sich dabei weitgehend auf die Gedankengänge Hitlers. Die Reaktionen der Besprechungsteilnehmer wurden – wie Hoßbach in seinem Buch mit Bedauern anmerkte – nur unzureichend wiedergegeben. Es ist daher verfehlt, von einem „Protokoll“ zu sprechen, da dem Dokument auch kein offizieller Charakter (Gegenzeichnung) zugesprochen werden kann. Die Überlieferungsgeschichte des korrekterweise als „Niederschrift“ zu bezeichnenden Dokumentes ist kompliziert und bot damit Anlass, das Dokument als Fälschung in Misskredit zu bringen.
Oberst Graf Kirchbach von der kriegsgeschichtlichen Abteilung des Generalstabs ließ im November 1943 eine Abschrift des damals im Archiv des OKW verwahrten handschriftlichen Originals anfertigen. Im Januar 1944 gab er die Abschrift seinem Schwager Viktor von Martin, der sie im Herbst 1945 an die britische Militärregierung weitergab. Diese Abschrift verschwand nach 1945 zunächst, was Fälschungsvorwürfen Nahrung gab. Das Original war einem Team des Alliierten Oberkommandos in die Hände gefallen. Eine maschinenschriftliche Abschrift (das handschriftliche Original war nicht mehr auffindbar) wurde von der Anklagevertretung im Prozess gegen die Hauptkriegsverbrecher als Beweisdokument PS-386 vorgelegt.
1989 wurde die Kirchbachsche Abschrift zusammen mit einem Brief Viktor von Martins an die britischen Besatzungsbehörden in bis dahin unzugänglichen britischen Akten wieder aufgefunden. Diese Abschrift und PS-386 waren absolut identisch, was den Fälschungsvorwurf entkräftete. Zudem belegt eine Parallelüberlieferung im Nachlass des damaligen Generalstabschefs des Heeres, Ludwig Beck, dass die später verwendete Niederschrift identisch mit der von Friedrich Hoßbach am 10. November 1937 verfassten Urschrift ist.
Hoßbach, der im Juni 1946 zu dem Dokument befragt wurde, erklärte, er müsse „nach Inhalt, Abfassung und Stil in summa eine Wiedergabe seiner eigenen Niederschrift als vorliegend annehmen“, diese Aussage findet sich auch in seinem Buch. Die wegen der Vorbereitung eines Angriffskriegs angeklagten Hermann Göring und Erich Raeder versuchten, das Dokument in seinem Aussagewert abzuschwächen, indem sie entweder (wie Göring) betonten, dass es sich hierbei um kein Wortprotokoll handele, oder (wie Raeder) einzelne, harmlos klingende Passagen als Hauptaussagen herausstellten. Dagegen betonte der mitangeklagte damalige Reichsaußenminister Neurath, ihn habe die Absichtserklärung Hitlers „aufs äußerste erschüttert“ und zum Rücktritt veranlasst, da der bis dahin von ihm ausschließlich mit friedlichen Mitteln verfolgte Kurs der Außenpolitik verlassen werden sollte.

## Inhalt
Hitler begann seine Ausführungen mit der Feststellung, dass es Ziel der deutschen Politik sein müsse, auf die „Raumnot“ Deutschlands zu reagieren. Da eine autarke Versorgung Deutschlands mit dem bisherigen Gebietsstand nicht möglich sei, sich die deutsche Volkswirtschaft aber nicht vom Außenhandel abhängig machen dürfe, sei eine Erweiterung des deutschen Territoriums unumgänglich. Dabei müsse sich Deutschland gegen den Bolschewismus ebenso wappnen wie gegen die „Hassgegner“ England und Frankreich. Hitler nahm, wie der folgende Auszug zeigt, den Krieg in Kauf und unterschied mehrere Szenarien.

„Das Ziel der deutschen Politik sei die Sicherung und die Erhaltung der Volksmasse und deren Vermehrung. Somit handele es sich um das Problem des Raumes. […] Zur Lösung der deutschen Frage könne es nur den Weg der Gewalt geben, dieser niemals risikolos sein. […] Stelle man an die Spitze der nachfolgenden Ausführungen den Entschluss zur Anwendung von Gewalt unter Risiko, dann bleibe noch die Beantwortung der Fragen ‚wann‘ und ‚wie‘. Hierbei seien drei Fälle zu entscheiden:
Fall 1 (Zeitpunkt: 1943–1945):

Nach dieser Zeit sei nur noch eine Veränderung zu unseren Ungunsten zu erwarten.
Die Aufrüstung der Armee, Kriegsmarine, Luftwaffe sowie die Bildung des Offizierskorps seien annähernd beendet. Die materielle Ausstattung und Bewaffnung seien modern, bei weiterem Zuwarten läge die Gefahr ihrer Veraltung vor. […] Sollte der Führer noch am Leben sein, so sei es sein unabänderlicher Entschluss, spätestens 1943/45 die deutsche Raumfrage zu lösen. Die Notwendigkeit zum Handeln vor 1943/45 käme im Fall 2 und 3 in Betracht.
Fall 2:

Wenn die sozialen Spannungen in Frankreich sich zu einer derartigen innenpolitischen Krise auswachsen sollten, daß durch letztere die französische Armee absorbiert und für eine Kriegsverwendung gegen Deutschland ausgeschaltet würde, sei der Zeitpunkt zum Handeln gegen die Tschechei gekommen.
Fall 3:

Wenn Frankreich durch einen Krieg mit einem anderen Staat so gefesselt ist, daß es gegen Deutschland nicht ‚vorgehen‘ kann.
Zur Verbesserung unserer militär-politischen Lage müsse in jedem Fall einer kriegerischen Verwicklung unser 1. Ziel sein, die Tschechei und gleichzeitig Österreich niederzuwerfen, um die Flankenbedrohung eines etwaigen Vorgehens nach Westen auszuschalten.“

## Wertung des Inhaltes und der Zielsetzung des Vortrages
- Hitlers Idee vom „Lebensraum“ und die Entschlossenheit, diesen notfalls auch mit Waffengewalt zu schaffen, waren bereits bekannt (siehe Liebmann-Aufzeichnung), neu – und alarmierend – war lediglich der konkrete zeitliche Rahmen.
- Die Notwendigkeit zur raschen Umsetzung dieser Pläne führte Hitler auf den akuten, aber schwindenden Rüstungsvorsprung sowie die kurze Zeitspanne zurück, die ihm aus Gesundheitsgründen zur Realisierung seiner Pläne bleiben würde.
- Da die Sowjetunion, Polen sowie der Rest Ost- und Südosteuropas im Vortrag nur eine untergeordnete Rolle spielen, kann der Vortrag nicht als Blaupause für den Zweiten Weltkrieg betrachtet werden.
- Hitler rechnete vor dem Münchener Abkommen noch mit einem Eingreifen der Westmächte bei einem Vorgehen gegen Österreich bzw. die Tschechoslowakei. Er zeigte sich jedoch überzeugt, mit Großbritannien zu einer Abgleichung der Interessensphären zu kommen, was Frankreich von einem Kriegseintritt abhalten würde.
- Hitlers Darstellung war wohl auch als Test gedacht, inwiefern die wichtigsten Repräsentanten jener Institutionen, die diese Pläne umzusetzen hatten, dazu auch bereit waren.

## Reaktionen der Besprechungsteilnehmer
Hoßbach zufolge nahm „die Diskussion zeitweilig sehr scharfe Formen an“. Blomberg und Fritsch wiesen „wiederholt auf die Notwendigkeit hin, dass England und Frankreich nicht als unsere Gegner auftreten dürften“. Hitler äußerte „in Wiederholung seiner bisherigen Ausführungen, dass er von einer Nichtbeteiligung Englands überzeugt sei und daher an eine kriegerische Aktion Frankreichs gegen Deutschland nicht glaube“:

„Seiner ganzen Einstellung nach mußte das Verhalten Blombergs und Fritschs dem Führer deutlich gemacht haben, dass seine politischen Gedankengänge nur nüchterne, sachliche Gegenäußerungen anstatt Beifall und Zustimmung gefunden hatten. Und er wußte zur Genüge, dass die beiden Generale jeder unsererseits herausgeforderten kriegerischen Verwicklung ablehnend gegenüberstanden. Es ist vor der Geschichte eine Unterlassungssünde meinerseits, dass die Stellungnahme Blombergs und Fritschs … nicht im vollständigen Umfang und nicht in der tatsächlich erfolgten dialektischen Schärfe in meiner Niederschrift vom 10. November 1937 aufgeführt worden ist.“

Laut Kirstin A. Schäfer war Blomberg mit Sicherheit kein „kriegsgegnerischer Kriegsminister“. Sie stimmt Klaus-Jürgen Müller zu, dass es zwischen Hitler und den Generälen kein Konflikt um das ‚Ob’ sondern über das  ‚Wie und Wann’ gab. So schrieb Blomberg 1945 in seinen Haft-Tagebüchern:

„Ich wäre den Weg des Führers nach Österreich auch gegangen, aber dann hätte ich mir eine Frist von 10 Jahren gesetzt, um das neue Großdeutschland und eine totale Rüstung auszubauen. Denn daß Deutschland noch einmal um sein Erstarken kämpfen mußte, schien nicht vermeidbar“

Auch Außenminister Neurath erhob Bedenken. Seiner Ansicht nach habe Deutschland nicht die Ressourcen für einen neuen Krieg. In einem wenig später geführten Gespräch mit Hitler betonte er, dass er die Verantwortung für eine solche Politik nicht mittragen wolle, und bot seinen Rücktritt an, den Hitler in weiterer Folge akzeptierte.
Nicht alle Beteiligten sprachen der Besprechung eine erhebliche Bedeutung zu. Raeder behauptete sowohl in Nürnberg als auch in seiner Biographie Mein Leben, dass er den Eindruck gehabt habe, dass von Hitler „eine Schwenkung zu einer kriegerischen Politik nicht beabsichtigt war“.

## Folgen der Besprechung
Am 4. Februar 1938, also in zeitlicher Nähe zur Blomberg-Fritsch-Krise, kam es zu umfangreichen personellen Umstrukturierungen, bei dem alle drei Kritiker ihre bisherigen Posten verloren, mit Joachim von Ribbentrop ein Nationalsozialist neuer Außenminister wurde und mit der Einrichtung des Oberkommandos der Wehrmacht Hitler selbst die Funktion des Kriegsministers übernahm. Zeitzeugen und auch die Geschichtsschreibung nach dem Zweiten Weltkrieg sprechen von einer kausalen Verbindung zwischen der Kritik an den am 5. November 1937 von Hitler vorgestellten Plänen und der Umgestaltung der Wehrmachtsführung.